# Царь, Станислав
Станислав Царь (пол. Stanisław Car; 26 апреля 1882, Варшава — 18 июня 1938, там же) — польский политический и общественный деятель, правовед, юрист, министр юстиции. Главный государственный советник Польской Республики. Вице-маршал (1930—1935), а затем маршал (председатель) Сейма Польской Республики, нижней палаты парламента (1935—1938).

## Биография
До 1905 г. изучал право в Варшавском университете, затем до 1907 г. продолжил обучение в Императорском Новороссийском университете в Одессе (ныне Одесский национальный университет имени И. И. Мечникова).
В 1908—1911 г. проходил адвокатскую практику. Открыл частную адвокатскую контору. Был мировым судьей в одном из округов Варшавы в 1915 г.
Добровольцем вступил в Польские легионы под командованием Пилсудского. В дальнейшем был близким соратником Юзефа Пилсудского до самой его смерти в 1935 г. 
Во время первой мировой войны участвовал в организации польских гражданских судов, затем работал в юридической комиссии, которая подготовила проект организации судебной системы и судопроизводства в Польше. 
Был редактором журналов «Dziennik Praw Państwa Polskiegо» и «Dziennik Urzędowego Ministerstwa Sprawiedliwości». 
В 1918 до 1923 г. — руководил Гражданской Канцелярией Начальника государства Пилсудского.
Станислав Царь — главный государственный советник Польской Республики. 
С середины 1920-х годов пропагандировал необходимость сильной исполнительной власти в республике. Участвовал в подготовке майского переворота в 1926 г. Стал видным членом Беспартийного блока сотрудничества с правительством.
В декабре 1928 г. С. Царь возглавил министерство юстиции. В 1931-1934 активно работал над изменением польской конституции.
Один из главных авторов новой Конституции Польской Республики, принятой в апреле 1935 года, незадолго до смерти Пилсудского, в которую вошли основные принципы Санации: сильное централизованное государство с президентской системой правления.
Участвовал в работе по унификации польских законов, а будучи министром юстиции занимался их кодификацией.
В 1930—1938 г. — депутат Сейма. С 1930 по 1934 г. занимал пост вице-маршала, а с 1935 до своей смерти в 1938 г. — возглавлял Польский Сейм.

## Избранные труды
Автор книг:
- Właściwość królewsko-polskich sądów cywilnych (1918),
- Ustawa postępowania sądowego cywilnego z roku 1864 (według wydania urzędowego z roku 1914): ze wszystkimi zmianami i uzupełnieniami do dnia 1 stycznia 1918 roku, wydanymi w Królestwie Polskim (в соавт. 1918),
- Z zagadnień konstytucyjnych Polski: Istota i zakres władzy Prezydenta Rzeczypospolitej Polskiej. Państwowość polska w jej rozwoju historycznym (1924),
- Zarys historii adwokatury w Polsce (1925),
- Józef Piłsudski a państwo polskie (1930),
- Na drodze ku nowej konstytucji (1934),
- Polska koncepcja autorytaryzmu,
- Nowa Konstytucja Rzeczypospolitej Polskiej,
- Ordynacje wyborcze do Sejmu i Senatu (1935).